# ミヒール・コクシー
ミヒール・コクシー（Michiel Coxcie、1499年3月5日 - 1592年3月10日）はフランドルの画家である。「フランドルのラファエル」との異名で呼ばれることのある画家である。

## 略歴
メヘレンで生まれた。ブリュッセルでベルナールト・ファン・オルレイの弟子になった。その後ハールレムやイタリアに移り、1530年から1539年頃はローマに滞在し、フレスコ画の技術を学び、1532年頃、ローマのサンタ・マリア・デッラニマ教会の礼拝所の壁画を描いた。
イタリアで高い評価を得て、ローマで人気のあった版画家アゴスティーノ・ヴェネツィアーノ(Agostino Veneziano)の版画の原画も描いた。
メヘレンに戻り、1539年にメヘレンのサンルカ組合に入会し、その少し後にブリュッセルに移った。1541年にベルナールト・ファン・オルレイが亡くなった後、フェリペ2世の叔母で、ネーデルラント17州の総督を務めたマリア・フォン・エスターライヒの宮廷画家の仕事を継いだ。バンシュの宮殿の装飾画などを描き、美術品コレクターとして知られるフェリペ2世の命で「ヘントの祭壇画」の模写を制作するなどの仕事をした。
1563年頃、メヘレンに戻り、1585年にアントワープに移り、90歳を越えるまで仕事を続け、故郷で亡くなった。
1539年頃、ローマで最初の結婚をし、この結婚からは画家になったラファエル・コクシー(Raphael Coxie: c.1540–1616)が生まれた。1569年に最初の妻が亡くなった後、再婚し3人の子供が生まれた。

## 作品

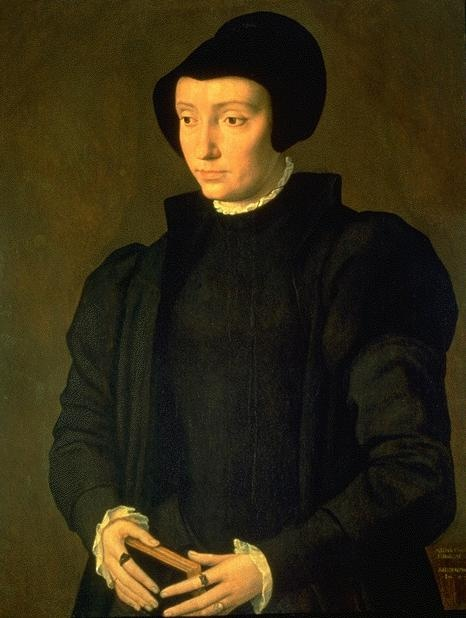
クリスティーヌ・ド・ダヌマルクの肖像
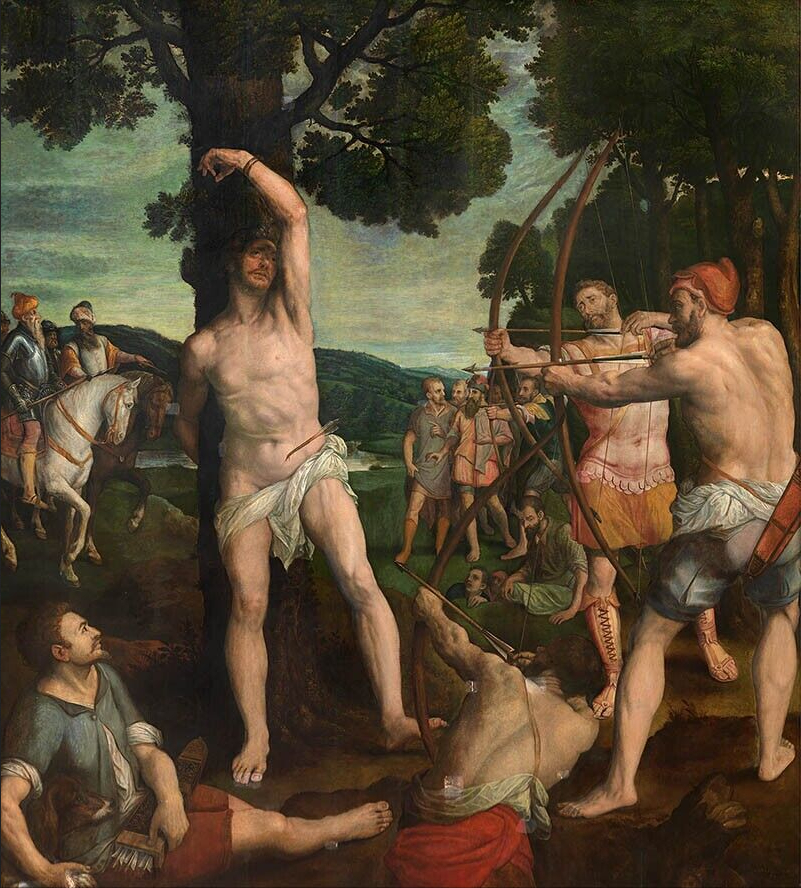
聖セバスチャンの殉教
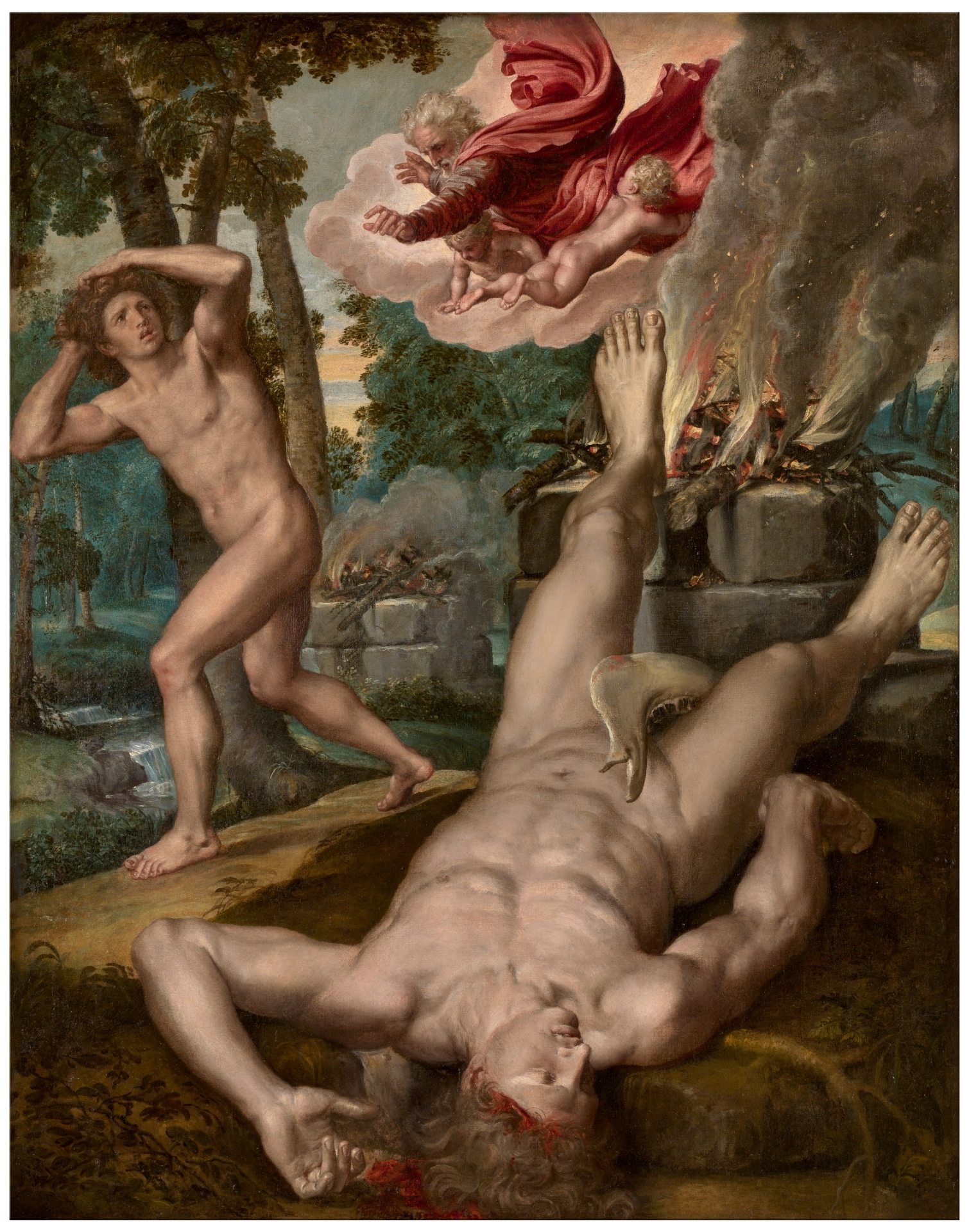
アベルの殺害
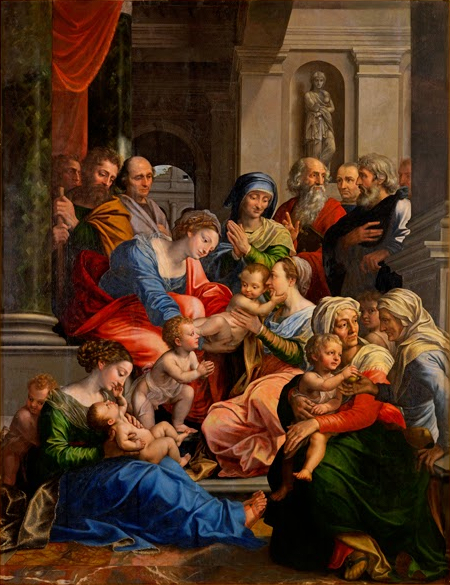
聖なる親族

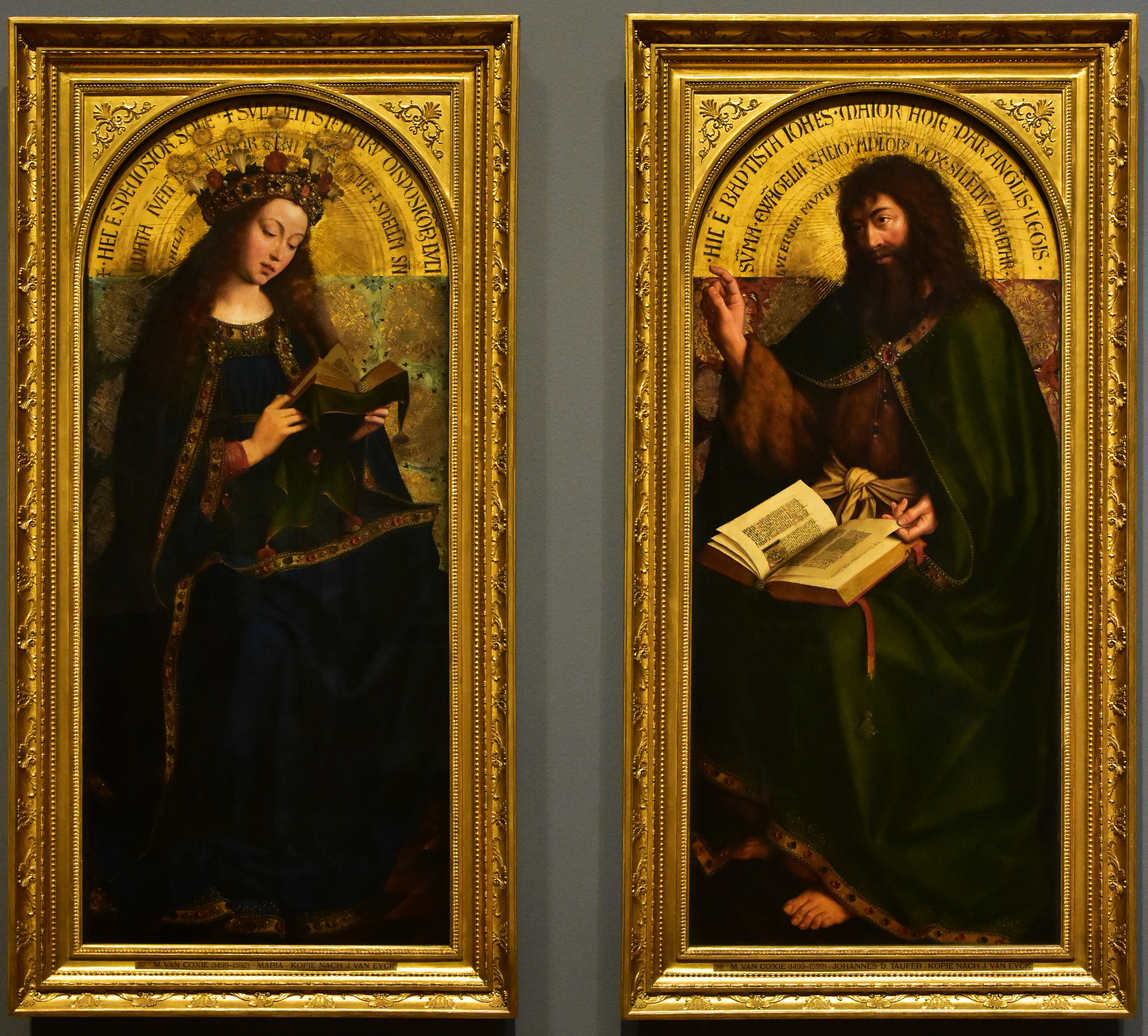
フーベルト・ファン・エイクの作品の模写
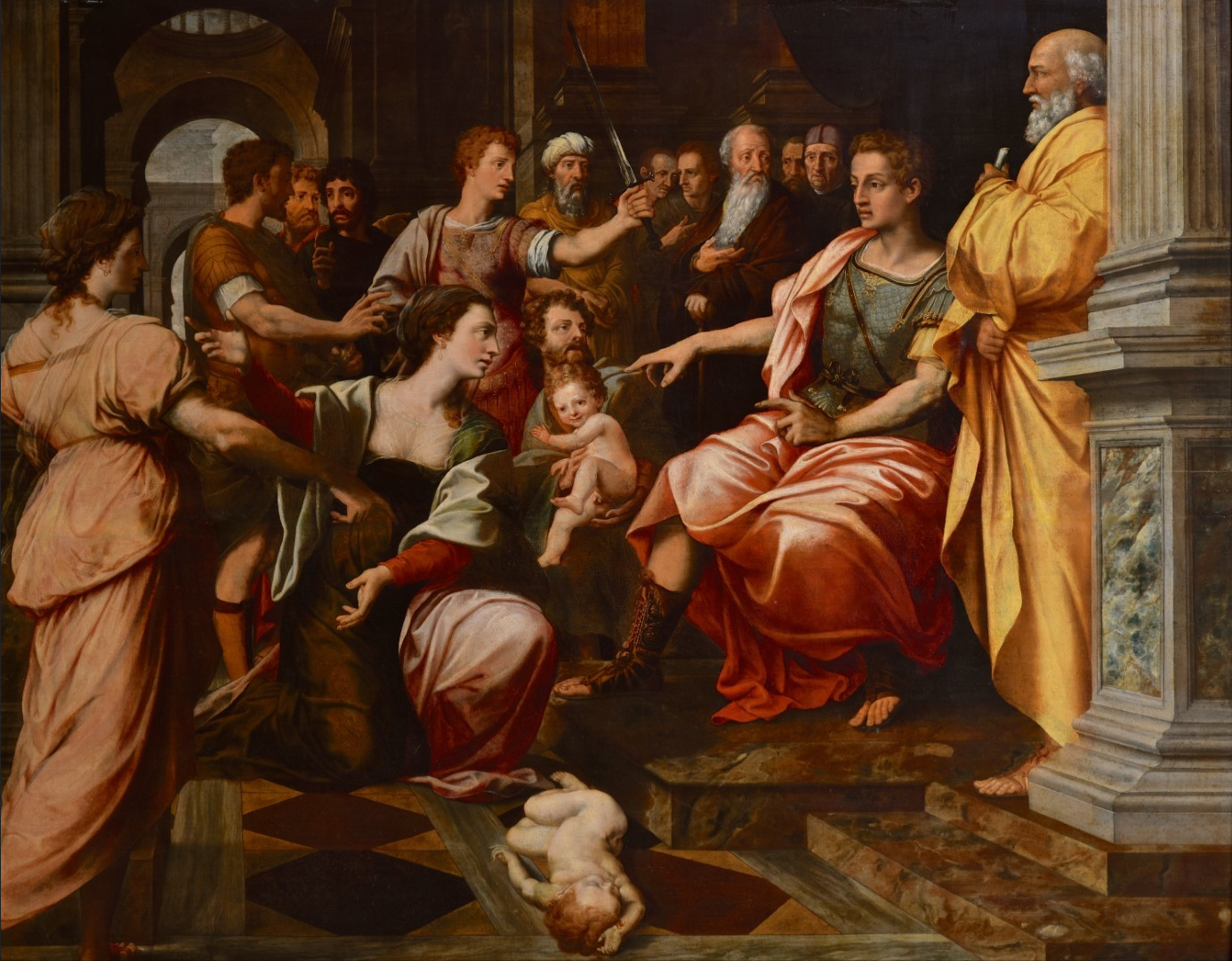
ソロモンの裁き
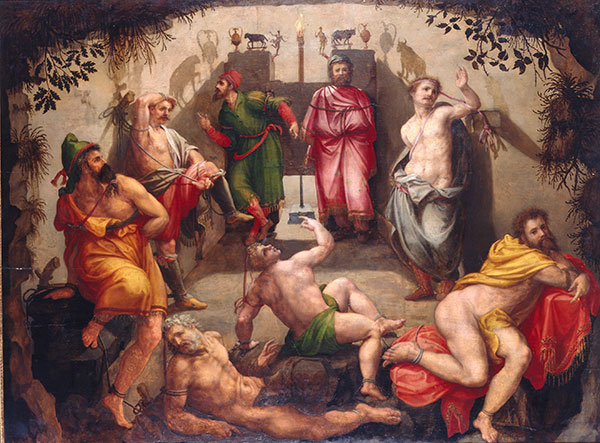
洞窟の比喩